# Carlos Paravís
Carlos Ernesto Paravís Martínez (Minas, 1968 - Montevideo, 21 de mayo de 2024) fue un médico imagenólogo, compositor, poeta, cantante y músico uruguayo.

## Biografía
Fue hijo de Adela Martínez Graña y del también médico y músico conocido como Santiago Chalar. Tuvo tres hermanos: Adela, Santiago e Isabel. 
Al igual que su padre, se formó como folclorista y dedicó su carrera como artista a mantener la memoria y las canciones de su padre.
Falleció a los 56 años de cáncer de esófago; poco antes, había inaugurado la 37.ª edición del Festival Minas y Abril.

## Discografía
- Homenaje a Santiago Chalar. 80 años (2019)
- ¡Ahora sí! (2016)
- Entre cuerdas y tu madera (1996)